# 決戰前後
《決戰前後》是古龍中晚期作品，成書於1973年，為陸小鳳系列的第三本。本書內容也是最常被改編為影劇的作品。

## 內容概要
白雲城主葉孤城聽聞西門吹雪的名號，相約九月十五於紫禁城太和殿比劍。京城賭局大開，甚至連兩大山頭李燕北與杜桐軒都喊出天價打賭。
決戰前夕，傳出葉孤城中毒受傷的消息。正當所有人以為西門吹雪形勢大好之際，葉孤城突然現身春華樓，使出了一招天外飛仙廢掉了蜀中唐門唐天容的一雙手臂。輝煌驚世的劍招，再次令所有觀戰的人一面倒認為葉孤城會贏。
正要決戰之際，葉孤城和西門吹雪卻失蹤，龜孫大爺被人滅口，紅顏知己歐陽情也身中劇毒，讓亟欲阻止決鬥的陸小鳳十分緊張。這次決鬥伴隨的是一連串的命案，在陸小鳳的查訪下才得知這些都是葉孤城的陰謀，他甚至密謀竄位，然而還是被陸小鳳查出。
月圓之夜，紫禁之巔，西門吹雪與葉孤城雙雙亮劍，所有人都屏住呼吸等候著這場曠世決鬥的開始⋯⋯

## 出場人物

### 主要人物
- 陸小鳳：江湖中的一個浪子，有人說他是混蛋，有人卻說他可愛。花滿樓說：「他是個很奇怪的人，你只要見過他一面，就再也不會忘記。他不但有兩雙眼睛和耳朵，有三隻手，還長著四條眉毛。」江湖中人也許不認得陸小鳳的樣子，但是只要看到他的鬍子就會認得他。他身上沒有武器，因為他的兩根手指就是最好的武器，名為靈犀一指，就算是最快的劍，他也能把它夾住，曾以靈犀一指破葉孤城的天外飛仙。

- 花滿樓：江南花家的老七，陸小鳳的好友。他溫文爾雅，就算對著壞人，仍是不失風度。他雖是個瞎子，卻很能欣賞世界的美麗，甚至會有人忽視他是個瞎子。從陸小鳳那兒學會了靈犀一指。

- 葉孤城：白雲城主，久居海外，自稱是為劍而生的劍客，聽聞西門吹雪後前來中原與西門吹雪約在九月十五在紫禁城太和殿屋頂決鬥，卻在決鬥前夕被唐門毒沙所傷；更是一切事件的主事者，殺手鐧為「天外飛仙」。

- 西門吹雪：住在姑蘇萬梅山莊的劍客，性格孤僻，卻又是陸小鳳的朋友。他為了劍與劍術而生，所以看到使劍的人，就會上前挑戰。古龍在引子裏寫：「西門吹雪吹的不是雪，是血。他劍上的血。」。他接受葉孤城的邀約，然而原先約在八月十五，因西門吹雪有私事要辦而延後至九月十五，實際上是在京城開糕餅店安頓孫秀青。

- 司空摘星：人稱偷王之王，卻只會在有人雇用他去偷東西時才會去偷，而且不偷有價值的東西。他長得像個猴精，曾被陸小鳳編歌揶揄長相，但司空摘星卻也編歌揶揄他。喜歡賭博，懂得易容術。江湖中人看到陸小鳳就覺得頭疼；陸小鳳看到司空摘星就覺得更頭疼。

- 歐陽情：京城名妓，紅鞋子成員之一（詳見繡花大盜），討厭男人，卻又從事這行，被毒蛇咬傷後陸小鳳送去給西門吹雪照顧。是陸小鳳繼薛冰後很在乎的女人。

### 次要人物
- 老實和尚：一個很規矩，很老實的和尚。據說從來不說謊，而且脾氣很好，不會傷害得罪他的人；只是，得罪他的人卻往往會在晚上莫名其妙地死掉，誰也不知道為甚麼。

- 孫秀青：峨嵋四秀之一，排行第二，與另三名師姊妹去找陸小鳳，要陸小鳳帶她們去找西門吹雪報殺師之仇，後來嫁給西門吹雪。

- 李燕北：城北大財主之一，有個綽號是李將軍，但他不喜歡別人這樣稱呼他。和城南財主杜桐軒賭西門吹雪與葉孤城之戰，李燕北賭西門吹雪贏，但為了保住身家，透過木道人和老實和尚的介紹將所有財產讓給道士顧清風，後被殺。

- 嚴人英：峨眉派三英之一，因其師獨孤一鶴被殺而欲找西門吹雪報仇，但卻被西門吹雪和陸小鳳所救，後告訴陸小鳳其師兄張英風捏的泥人，幫助陸小鳳找到這一系列的幕後主使者。

- 張英風：峨眉派三英之一，出身泥人張家族，善捏蠟像，死前捏了三個人偶，陸小鳳利用這些人偶查出幕後主使者就是葉孤城。

## 章節目錄
- 一、兩雄相遇
- 二、斯人獨憔悴
- 三、廢園異事
- 四、北斗七星陣
- 五、初入禁城
- 六、第一根線
- 七、天壇之夜
- 八、奇異老人
- 九、難得糊塗
- 十、月圓之夜
- 十一、深宮驚變
- 十二、強敵已逝
- 尾聲